# Neil Gershenfeld
Neil A. Gershenfeld (1 de desembre de 1959) és un professor estatunidenc que exerceix al Massachusetts Institute of Technology i dirigeix el Center for Bits and Atoms, associat al MIT Media Lab. Els seus treballs se centren en els estudis interdisciplinaris relacionats amb la física i la informàtica, sobretot els vinculats amb la computació quàntica, la nanotecnologia i la fabricació personal. Gershenfeld va estudiar física al Swarthmore College i a la Cornell University. És membre de la Societat Americana de Física. Scientific American el va nomenar un dels 50 científics americans del 2004, així com «líder en recerca de comunicacions de l'any». Gershenfeld també és conegut per haver llançat el Great Invention Kit el 2008, una construcció que els usuaris poden manipular per tal de crear diversos objectes.
Ha escrit a diversos diaris i revistes com The New York Times, The Economist, i NPR. Fou nomenat un dels 40 Leonardos del dia modern pel Museum of Science and Industry de Chicago. La revista Prospect publicà el 2008 que era un dels cent intel·lectuals més rellevants.